# Paulientje op de dool
Paulientje op de dool is het 55ste album in de stripreeks F.C. De Kampioenen, naar de gelijknamige televisieserie. De strip is getekend door Hec Leemans met medewerking van Tom Bouden. De strip is uitgegeven door Standaard Uitgeverij.

## Verhaal
Bieke moet een week naar Amerika voor een congres, in die tijd moet Marc alleen op Paulientje passen. Tot groot wantrouwen van Pascale. Ondertussen krijgt Balthazar Boma een logee over de vloer, een hond: Balthazar. Omdat Boma hier absoluut niet wil op passen besluit hij de hond voor een week bij Maurice en Pascale te laten logeren. Maar al snel gaan de poppen aan het dansen: Bieke, Carmen en Xavier denken dat wanneer Pascale en Maurice het hebben over 'Balthazar' ze het over Balthazar Boma hebben... 
Intussen gaan Maurice en Marc samen met Paulien en Balthazar een wandeling doen in het park. Wanneer ze even onoplettend zijn, zien de twee laatste te ontsnappen. Samen met Xavier en Pol gaan ze op zoek naar Paulien en Balthazar...

## Personages
- Balthasar Boma
- Paulien Vertongen
- Pascale De Backer
- Maurice de Praetere
- Marc Vertongen
- Bieke Crucke
- Xavier Waterslaeghers
- Carmen Waterslaeghers
- Pol De Tremmerie
- Doortje Van Hoeck
- Nero
- Fernand Costermans
- Balthazar (hond van oma Boma)

Zal 't gaan, ja? · Mijn gedacht! · Buziness is buziness · Vliegende dagschotels · 't Is niet waar, hé? · De dubbele dino's · Kampioen zijn is plezant! · Kampioenen op verplaatsing · Tournee Zénérale · De ontsnapping van Sinterklaas · Xavier in de puree · Het sehks-schandaal · De kampioenen maken een film · Oma Boma · De huilende hooligan · Bij Sjoeke en Sjoeke · Het geval Pascale · De simpele duif · Supermarkske · Supermarkske slaat terug · Kampioenen aan zee · Boma in de coma · De dader heeft het gedaan · De wereldkampioenen · Sergeant Carmen · Het spiedende oog · Vertongen en zoon · Man, man, man! · Stem voor mij! · Gebakken lucht · Kampioenen op wielen · De zeep-serie · Kampioenen in Afrika · Supermarkske op de bres · Agent Vertongen · De trouwpartij · Kampioenen op latten · Buffalo Boma · De vliegende reporter · De groene zwaan · Xavier gaat vreemd · De lastige kampioentjes · Boma in de wellness · De antieke antiquair · Alle hens aan dek  · Supermarkske op het slechte pad  · De schat van de Macboma's · De Jobhopper · De Kampioenen in het circus · 50 Kaarsjes... · Baby Vertongen · De nies van de neus · Don Padre Padrone · De rally van tante Eulalie · Paulientje op de dool · Miss Moeial · Carmen in het nieuw · Het geheim van de kampioentjes · De Afronaut · De erfenis van Maurice · De Kampioenen maken ambras · Oma Boma trainer · DDT doet weer mee · 20 jaar later · De Kampioenen in Pampanero · Kampioentjes verliefd · Supermarkske is weer fit · De pil van Pol · Vertongen Vampier · Fernand gaat trouwen · De verdwenen kampioenen · Xaverius De Grote · Komen vreten · Dolle Door · Hello poepa · De vinnige voetballer · Vijftig tinten paarsblauw · Dokter Jekyll en mister Vertongen · De kampioenen van de filmset · De Kampioentjes en het spookkasteel · De Kampioenen in Rio · Boma op de klippen · Op zoek naar Neroke · Supermarkske bakt ze bruin · De Corsicaanse connectie · De lotto-kampioen · DDT op het witte doek · De geniale djinn · Paniek in de Pussycat · De kampioentjes maken het bont · De malle mascotte · De pakjesoorlog · Supermarkske is weer proper · De tandartsassistente · Maurice de zwijger · Pol en Doortje gaan scheiden · Allemaal cinema! · Boma burgemeester · De nieuwe kolonel · Alles loopt in het honderd · De bucketlist van Xavier · Bibi Carmen · De kampioentjes en de kroonprins · Vrouwen aan de macht · Patatten en saucissen · De bronzen beker · Supermarkske en de 7 dwergen · De Kampioenen trappen door · De grimas van een paljas · De verjaardagstaart · Kampioenen aan het front · Boma in de val · Terug naar Splotsj · Ginette · Gespuis in huis · De knecht van tante Eulalie · De bal is rond · De strijd der titanen